# St. Johannes Evangelist (Menzel)

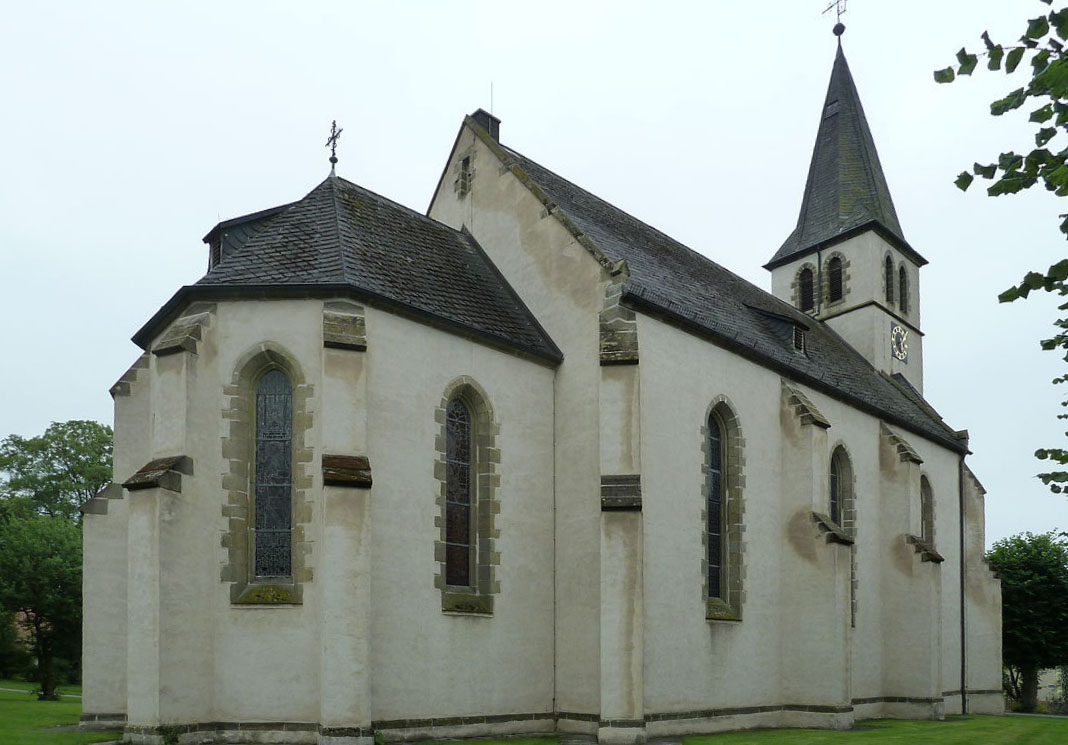
St. Johannes Kapelle

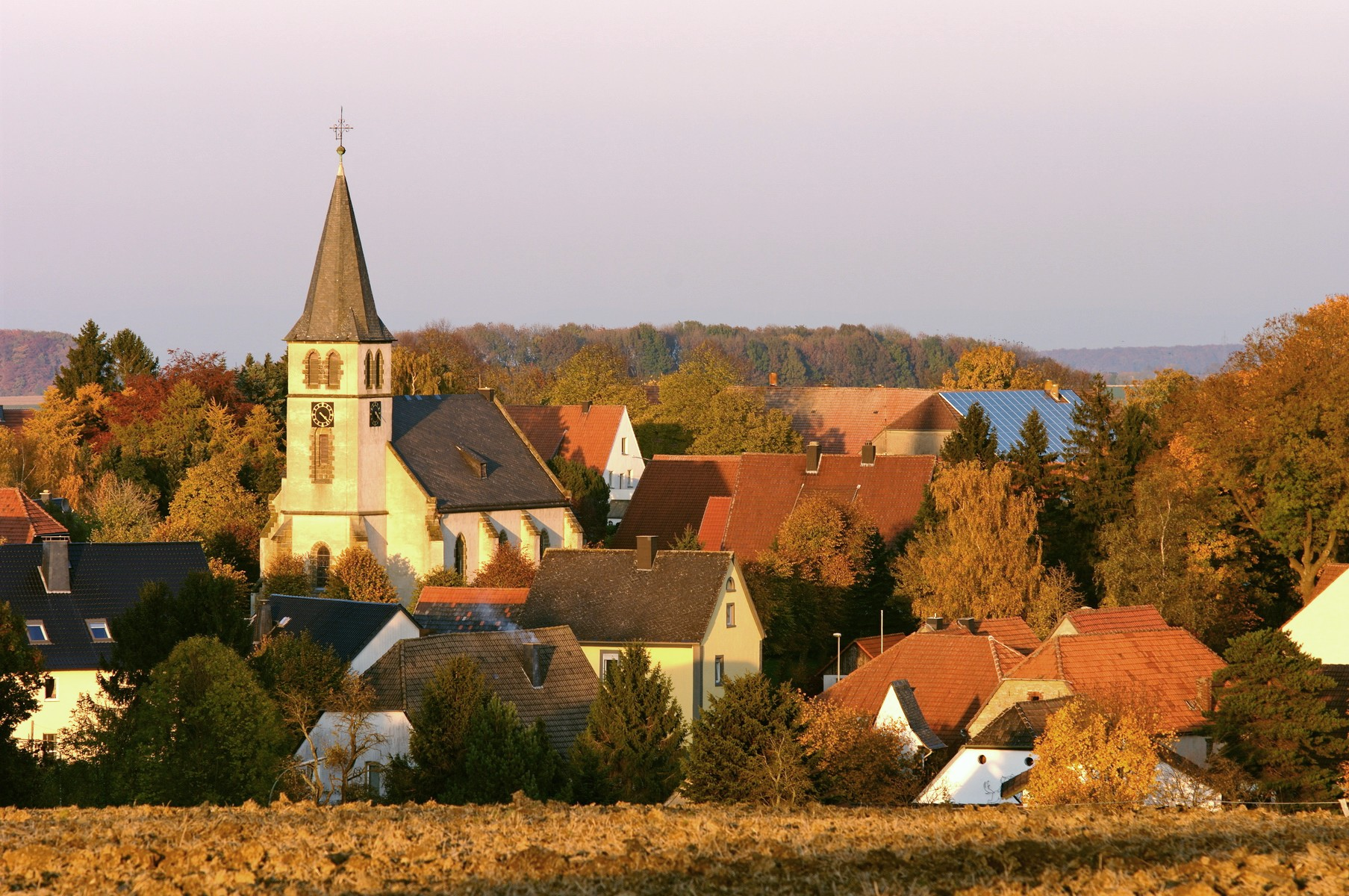
Menzel mit St. Johanneskirche

Die katholische Kapelle St. Johannes Evangelist ist ein denkmalgeschütztes Kirchengebäude in Menzel, einem Stadtteil von Rüthen im Kreis Soest (Nordrhein-Westfalen).

## Geschichte und Architektur
Erstmals erwähnt wurde die Vorgängerkirche 1486 anlässlich der Altarweihe. Der Neubau wurde 1894 konsekriert. Das Gebäude ist ein dreijochiger Saal mit eingezogenem dreiseitig geschlossenem Chor. Das neugotische Gebäude wurde verputzt. Die Sakristei steht an der Südseite. Dem Westturm wurde ein Knickhelm aufgesetzt. Das Kreuzrippengewölbe im Inneren ruht auf Wandpfeilern und abgesetzten Schildbogen.

## Ausstattung
- Das Altarretabel stammt aus der Erbauungszeit der Kapelle.
- Die Doppelmadonna stammt aus der Zeit um 1700.
- Die sieben lebensgroßen Heiligenfiguren aus Holz von der Mitte des 18. Jahrhunderts wurden von der Vorgängerkapelle übernommen.[1]
- Die Orgel mit 17 Registern auf zwei Manualen und Pedal wurde 1896 von Johannes Speith aufgebaut und 1991 durch die Erbauerfirma restauriert.[2]